# Don’t Worry Darling
Don’t Worry Darling ist ein Thriller von Olivia Wilde, der am 5. September 2022 bei den Internationalen Filmfestspielen von Venedig seine Premiere feierte und im selben Monat in die US-amerikanischen und deutschen Kinos kam.

## Handlung
Der Film spielt scheinbar in den 1950er Jahren. Alice und Jack Chambers sind frisch in der kleinen, mitten in der Wüste gelegenen Gemeinschaft namens „The Victory Project“ in eines der vielen hübschen Häuser gezogen, die sich dort befinden. Jeden Morgen geben die Männer ihren Frauen einen Abschiedskuss, steigen dann in ihre schicken Autos und fahren in die Wüste, um mit sogenannten „fortschrittlichen Materialien“ zu arbeiten. Ihr Chef Frank hat ihnen verboten, ihren Frauen zu erzählen, was sie den ganzen Tag da draußen in der Wüste tun. Den Ehefrauen wiederum ist es verboten zu fragen. Sie sollen sich einfach der Hausarbeit widmen, das von ihren Männern verdiente Geld für hübsche Kleider ausgeben und einen Tanzkurs besuchen. Ein Bussystem, der Victory Town Link, bringt die Frauen überall hin. Wenn ihre Männer am Ende des Tages zurück nach Hause kommen, begrüßen sie sie gutgelaunt.
Gleich am ersten Morgen, an dem Alice für Jack zum Frühstück Eier brät und Kaffee kocht, erschüttert ein Erdbeben das Haus. Sie vermutet als Ursache dahinter Experimente der Forschungseinrichtung in der Wüste, in der Jack arbeitet. Der jedoch bleibt die Antwort auf ihre Nachfragen schuldig. Anfänglich fühlt sich Alice in der Gemeinschaft wohl, und sie mag ihre neue Nachbarin Bunny, eine Mutter, die immer einen Cocktail in der Hand und witzige Anekdoten auf Lager hat. Doch bald hat Alice das Gefühl, dass an diesem Ort etwas nicht stimmt. Eine andere Nachbarin namens Margaret ist verrückt geworden und begeht vor Alices Augen Suizid, was jedoch von allen anderen Bewohnern dementiert wird. Als Alice Tage darauf einen Flugzeugabsturz bemerkt und Überlebenden zur Hilfe eilen will, gelangt sie zu einem Pavillon in der Wüste. Als sie sich diesem nähert, bekommt sie Flashbacks und wacht anschließend plötzlich wieder in ihrem Haus auf.
Als sie die Geschehnisse vor anderen thematisiert, stößt Alice auf Ablehnung und hört den Einwand, sie sei nur traumatisiert. Jedoch scheint Frank mehr über die Geschehnisse zu wissen. Er befördert Jack und gibt Alice auf einer Feier zu verstehen, dass sie Recht habe, ihr aber niemand glauben würde. Ermutigt dadurch versucht sie, andere zu überzeugen, dass ihnen etwas verheimlicht werde, wonach sie entführt und mit Stromstößen behandelt wird. Nach einer Zeit kommt Alice – scheinbar erholt – zurück in die Stadt. Dennoch konfrontiert sie schließlich ihren Ehemann, der eingesteht, was das Victory Projekt wirklich ist: eine Scheinwelt, um Ehefrauen in einer Welt vor der Frauenrechtsbewegung gefangen zu halten. Täglich verlassen die Männer die virtuelle Welt, um zu arbeiten und so das Projekt zu finanzieren. Von den Frauen wird dafür Gehorsam und blindes Vertrauen erwartet. Die Kinder in der virtuellen Welt sind dabei nur simuliert. Alice reagiert auf die Wahrheit entgegen Jacks Hoffnung bestürzt. Als Jack versucht, Alice zu erdrücken, wehrt sich diese und schlägt Jack dabei tot, was ihn auch real tötet. Alice gelingt schließlich die Flucht aus dem virtuellen Gefängnis.

## Produktion

### Filmstab und Besetzung

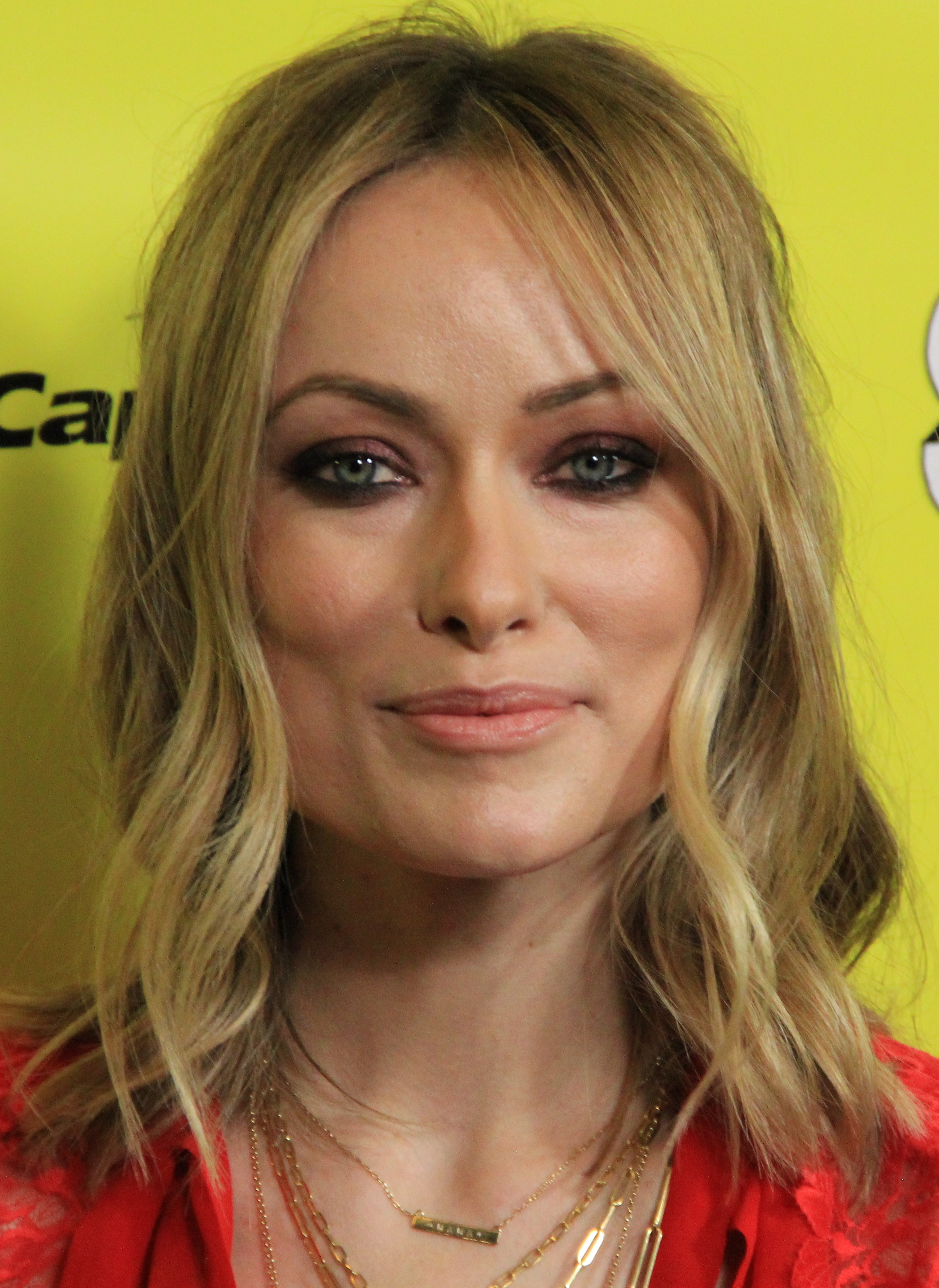
Regisseurin Olivia Wilde

Regie führte Olivia Wilde. Es handelt sich um ihre zweite Regiearbeit nach Booksmart, den sie auch mitproduzierte. Das Drehbuch schrieben Katie Silberman, Carey Van Dyke und Shane Van Dyke.
Die Briten Florence Pugh und Harry Styles spielen in den Hauptrollen die Eheleute Alice und Jack. Chris Pine spielt Frank, den CEO der Arbeitersiedlung. Diese Figur soll an den kontroversen kanadischen Psychologen Jordan Peterson angelehnt sein. Die Regisseurin selbst spielt Bunny, eine der Nachbarinnen von Alice und Jack und Nick Kroll deren Ehemann Bill. Gemma Chan ist in der Rolle von Franks Ehefrau Shelley zu sehen, die auch die Tanzlehrerin der Gemeinde ist. KiKi Layne spielt die tragische Rolle der Margaret. Kate Berlant ist in der Rolle von Peg zu sehen, der hochschwangeren neuen Nachbarin der Chambers. Sydney Chandler und Douglas Smith spielen Violet und John, ein frischgebackenes Paar in der Gemeinde. Timothy Simons spielt Dr. Collins, der die Gemeinschaft zusammen mit Frank aufgebaut hat.

### Dreharbeiten und Szenenbild

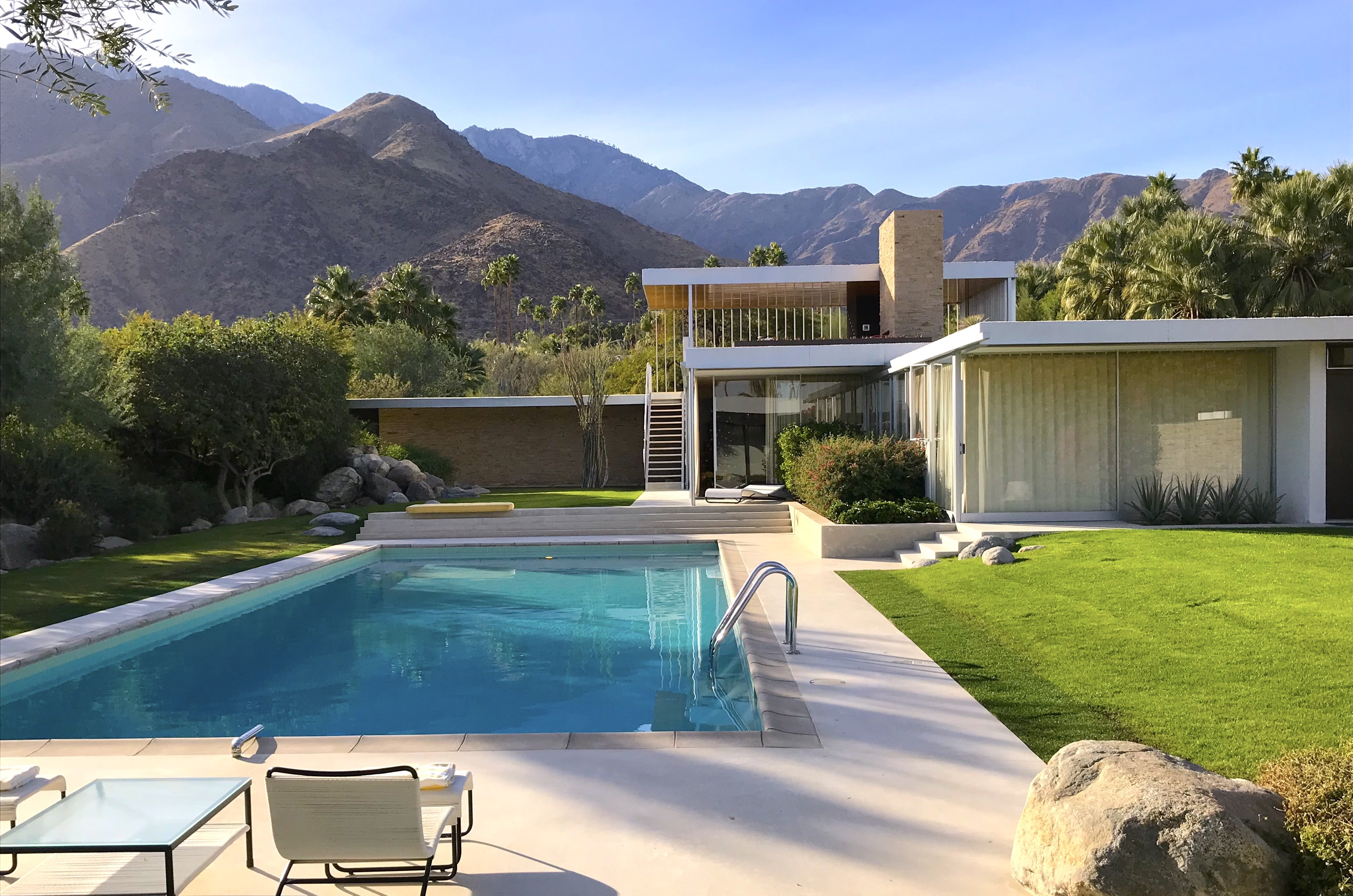
Das Kaufmann Desert House in Palm Springs, Kalifornien, in dem Victory-Gründer Frank lebt.

Drehbeginn war am 20. Oktober 2020 in Los Angeles. Nachdem eines der Crewmitglieder positiv auf das Coronavirus getestet wurde, wurden die Dreharbeiten im November 2020 unterbrochen. Weitere Aufnahmen entstanden in Palm Springs. Das dortige Kaufmann Desert House des Architekten Richard Neutra diente als Kulisse. Neutra hatte dieses für den Pittsburgher Kaufhausmogul Edgar J. Kaufmann Sr. entworfen. Das Gebäude ist zu Beginn des Films zu sehen. Mitte Februar 2021 wurden die Dreharbeiten beendet. Als Kameramann fungierte Matthew Libatique.
Für das Szenenbild zeichnete Katie Byron verantwortlich, die zuletzt für Die Farbe aus dem All, Zola, Wander Darkly und Come on, Come on tätig war und mit Wilde bereits für Booksmart arbeitete.

### Filmmusik und Veröffentlichung
Die Filmmusik komponierte John Powell, der für seine Arbeit an Drachenzähmen leicht gemacht eine Oscar-Nominierung erhielt. Das Soundtrack-Album mit insgesamt 13 Musikstücken wurde am 23. September 2022 von WaterTower Music als Download veröffentlicht. Auf diesem befinden sich neben dem Song With You All the Time, der von Harry Styles geschrieben wurde, der ihn gemeinsam mit Florence Pugh auch singt, auch klassische Lieder von Ray Charles, Dizzy Gillespie, The Chords, Ella Fitzgerald, Mel Tormé und Brenton Wood. With You All the Time hat sich für eine Nominierung in der Kategorie Bester Song im Rahmen der Oscarverleihung 2023 qualifiziert.
Im Juli 2022 wurde der zweite Trailer vorgestellt. Die Premiere des Films erfolgte am 5. September 2022 bei den Internationalen Filmfestspielen von Venedig. Am 7. September eröffnete Don’t Worry Darling das Fantasy Filmfest 2022. Ebenfalls Anfang September 2022 wurde er beim Festival des amerikanischen Films in Deauville vorgestellt. Am 22. September 2022 kam der Film regulär in die deutschen und am darauffolgenden Tag in ausgewählte US-Kinos. Im Oktober 2022 wurde er beim Tokyo International Film Festival gezeigt. Am 24. November 2022 sollte der Film in Deutschland auf DVD veröffentlicht werden. Im Januar 2023 wird er beim Palm Springs International Film Festival gezeigt.

## Synchronisation
Die deutsche Synchronisation entstand nach einem Dialogbuch und der Dialogregie von Antonia Ganz im Auftrag der Interopa Film GmbH, Berlin.
| Darsteller     | Synchronsprecher   | Rolle          |
| -------------- | ------------------ | -------------- |
| Florence Pugh  | Marie-Isabel Walke | Alice Chambers |
| Harry Styles   | Tobias Diakow      | Jack Chambers  |
| Chris Pine     | Nico Sablik        | Frank          |
| Olivia Wilde   | Anja Stadlober     | Bunny          |
| Gemma Chan     | Maria Koschny      | Shelley        |
| Douglas Smith  | David Brizzi       | Bill           |
| Nick Kroll     | Martin Kautz       | Dean           |
| Timothy Simons | Peter Lontzek      | Dr. Collins    |
| KiKi Layne     | Josephine Schmidt  | Margaret       |
| Kate Berlant   | Magdalena Turba    | Peg            |
| Asif Ali       | Henning Nöhren     | Peter          |

## Rezeption

### Im Fokus der Boulevardmedien
Die Produktion geriet bereits vor der Veröffentlichung wiederholt in den Fokus der Boulevardmedien und wurde als am meisten skandalbehafteter Film der vergangenen Jahre betitelt. Es begann damit, dass der ursprünglich für die Hauptrolle vorgesehene Hauptdarsteller Shia LaBeouf das Projekt kurz nach Beginn der Dreharbeiten ohne Angaben von Gründen verließ. Branchenintern wurde dies als mögliche Entlassung durch Wilde gedeutet, da LaBeouf mit sexualisierter Gewalt gegenüber Ex-Freundinnen in Verbindung gebracht worden war. Kurze Zeit danach begann Wilde am Filmset eine Liaison mit dem neuen Hauptdarsteller Harry Styles, was zur Trennung von ihrem Verlobten Jason Sudeikis führte, mit dem sie zwei gemeinsame Kinder hat. Styles wurde wiederum offiziell Wildes Lebensgefährte. Sudeikis ließ Wilde daraufhin im April 2022 die Sorgerechtspapiere auf einer öffentlichen Werbeveranstaltung zu Don’t Worry Darling zukommen.
Hauptdarstellerin Florence Pugh soll sich wiederum genervt von Wildes Verhalten während der Dreharbeiten gezeigt haben. Sie hatte die Schauspielerin und Filmemacherin vor Beginn des Projekts noch öffentlich als „Idol“ bezeichnet. Im Gegensatz zu Wilde und Styles hielt sich Pugh mit Werbung für den Film in den sozialen Medien weitgehend zurück. In einem Interview von Wilde, das im August Thema einer Coverstory des amerikanischen Branchendiensts Variety wurde, bekräftigte sie, LaBeouf gefeuert zu haben, um eine Stimmung am Set zu schaffen, in der sich Pugh und alle Frauen wohl fühlen sollten. LaBeouf ließ daraufhin zwei Tage später im selben Medium verlautbaren, dass er das Filmprojekt auf eigenen Wunsch verlassen habe. Als Beweis dafür stellte er neben einer an Wilde persönlich adressierten E-Mail einen kurzen Videoclip Variety zur Verfügung, in dem die Regisseurin um die Rückkehr LaBeoufs bat und sich herablassend über Hauptdarstellerin Pugh äußerte. Der Clip wurde anschließend in sozialen Netzwerken veröffentlicht und ging viral. Daraufhin ließ Pugh verkünden, dass sie zu sehr eingespannt von Dreharbeiten sei, um für Don't Worry Darling zu werben. Sie begleitete nur die Premierengala des Films Anfang September 2022 beim Filmfestival von Venedig. Bei der vorher angesetzten offiziellen Pressekonferenz in Venedig fehlte sie.
Ein erneuter Konflikt ergab sich, als kurz vor Kinostart bekannt wurde, dass der von Chris Pine dargestellte Bösewicht Jordan Peterson nachempfunden sei. Der kontroverse kanadische Psychologe hatte ab Mitte der 2010er-Jahre internationale Bekanntheit für seine Kritik an moderner Geschlechterpolitik und Political Correctness erlangt. Wilde bezeichnete Peterson in einem Anfang September 2022 geführten Interview mit der Schauspielerin und Filmemacherin Maggie Gyllenhaal als wahnsinnigen, „pseudo-intellektuellen Helden der Incel-Community“. Peterson verwies daraufhin auf seine wissenschaftliche Karriere an renommierten Hochschulen und eine Reihe von ihm veröffentlichter Forschungsarbeiten. Ohne ihn vorher gesehen zu haben, bezeichnete er Wildes Film als „Propaganda“ von „woken, selbstgerechten Langweilern und Tyrannen“, die Hollywood aktuell dominieren würden.

### Altersfreigabe
Vom British Board of Film Classification wurde der Film ab 15 Jahren freigegeben.  In den USA erhielt der Film von der MPAA ein R-Rating, was einer Freigabe ab 17 Jahren entspricht. In Deutschland wurde der Film von der FSK bereits ab 12 Jahren freigegeben.

### Kritiken
Die Kritiken fielen gemischt aus. Von den bei Rotten Tomatoes verzeichneten 315 Bewertungen hauptberuflicher Filmkritiker waren (Stand 24. Oktober 2022) insgesamt 38 % positiv gestimmt. Demgegenüber fanden über 1000 Portalnutzer den Film zu 74 % positiv. Die 30 bei Metacritic ausgewerteten Kritiken ergaben eine durchschnittliche Bewertung von 48/100.
Peter Bradshaw schreibt im Guardian, wie Katharine Ross und Peter Masterson in The Stepford Wives von Bryan Forbes aus dem Jahr 1975 oder Jeanne Tripplehorn und Tom Cruise in Sydney Pollacks Thriller Die Firma aus dem Jahr 1993 seien Jack und Alice Chambers ein Paar, das zunächst davon begeistert ist, wie großartig ihr Leben ist, und nicht ahnt, was um sie herum geschieht. Wenn im Film dann endlich der Schalter umgelegt wird, um das große Geheimnis zu enthüllen, fühle er sich vernachlässigbar und gekünstelt an. Die normalerweise hervorragende Florence Pugh werde zudem nicht interessant inszeniert, schon gar nicht verglichen mit ihrer Arbeit in Filmen wie Midsommar oder The Falling. So sei der Film in einer Wüste der Unoriginalität gestrandet.
Auch Stephanie Zacharek vom Time Magazine erinnert Don’t Worry Darling ein bisschen an The Stepford Wives, und sie sagt, die Handlung sei clever ausgearbeitet, inklusive einer Wendung im Stil von M. Night Shyamalan, die viel besser ist als fast jede Wendung von Shyamalan, außer vielleicht der in The Sixth Sense. Und im Herzen von Don’t Worry Darling stecke zumindest der Keim einer intelligenten Idee. Wenn man bedenke, wie viele Frauen in letzter Zeit die Autonomie über ihren eigenen Körper verloren haben, sei eine Science-Fiction-Fantasie über eine Stadt voller gefügiger Frauen gar nicht so verrückt. Trotzdem sei Don’t Worry Darling eher eine bessere Unterhaltung als eine ernsthafte Parabel. Das größte Problem bei dem Film sei, dass er an der falschen Stelle endet, obwohl er ein einigermaßen effektiver dystopischer Chiller hätte werden können, so Zacharek. Olivia Wilde und ihr Kameramann Matthew Libatique seien besessen von Overhead-Aufnahmen, die, anstatt Schwung hinzuzufügen, sich ermüdend wiederholen.
Peter Osteried schreibt in seiner Funktion als Filmkorrespondent der Gilde deutscher Filmkunsttheater, der Film laufe schnurstracks auf einen Twist zu, den man erahnen kann, was aber nicht störe. Auch er denkt, das dieser besser ist als die meisten Twist-Enden eines M. Night Shyamalan. Don’t Worry Darling sei nie langweilig, und der Film sehe auch phantastisch aus, der Film habe jedoch auch seine Probleme und werde seiner eigenen Ambition nicht gerecht: „Die schwarzweißen Visionen, die immer wieder zu sehen sind, tragen zur Geschichte nichts bei, und zwischen Florence Pugh und Harry Styles gibt es kein bisschen Chemie. Das liebende Ehepaar nimmt man den beiden einfach nicht ab. Während Pugh wie immer auf hohem Niveau spielt, scheitert Styles an den Forderungen der Rolle – man merkt ihm in jeder Sekunde an, dass er eben ein Sänger und kein Schauspieler ist.“
Florian Kaindl schreibt in der Süddeutschen Zeitung, Wilde verschwende bei Styles das größte Potenzial des Films, der in der Rolle von Jack, der außer eines spektakulären Soloauftritts, als er bei der Geburtstagsfeier seines Chefs auf der Bühne bis zur totalen Erschöpfung tanzt, die meiste Zeit treuherzig durch die Handlung tänzele, als würde er sein Publikum bei einem Konzert entertainen. Dies sei schade, da gerade in seiner Figur der Schlüssel zur dunklen Wahrheit des Films liege. Für Chris Pine, der den Victory-Gründer Frank als einen charismatisch-dämonischen Anführer spiele, sei dies eine Abkehr vom Image des All American Boy, eine Rolle, in der er sonst überwiegend zu sehen war. Dass im Showdown zwischen ihm und Alice trotzdem kein rechter Thrill aufkommt, liege am Drehbuch, das den Alleinherrscher letztlich wie einen primitiven Bully dastehen lasse, so Kaindl, und so bleibe die ambitionierte Story leider Stückwerk, obwohl sie beeindruckend aussehe.
Die Deutsche Film- und Medienbewertung zeichnete den Film mit dem Prädikat „besonders wertvoll“ aus. In der Begründung heißt es, Florence Pugh sei in der Rolle der Alice eine beeindruckende Heldin, und Olivia Wilde erzähle sehr spannend und unterhaltsam, sodass ihre feministische Botschaft nie zu aufdringlich ins Auge springe. Don’t Worry Darling sei ein klug konstruierter Thriller, der auch in der Gender-Debatte um Themen wie sexistische Klischees und toxische Männlichkeit ganz auf der Höhe der Zeit sei.

### Einspielergebnis
Die weltweiten Einnahmen des Films aus Kinovorführungen belaufen sich auf 86,7 Millionen US-Dollar. In Deutschland verzeichnet der Film 308.073 Besucher.

### Auszeichnungen
Im Rahmen der Oscarverleihung 2023 befindet sich John Powells Arbeit in einer Shortlist für die Kategorie Beste Filmmusik. Im Folgenden eine Auswahl von Nominierungen und Auszeichnungen.
Costume Designers Guild Awards 2023
- Nominierung für die Besten Kostüme in einem Historienfilm (Arianne Phillips)[43]

Hollywood Critics Association Midseason Awards 2022
- Nominierung als Most Anticipated Film[44]

Internationale Filmfestspiele von Venedig 2022
- Auszeichnung als Bester Film mit dem Graffetta d’Oro

London Critics’ Circle Film Awards 2023
- Auszeichnung als Beste britische Darstellerin (Florence Pugh, auch für Das Wunder)[45]

MTV Movie & TV Awards 2023
- Nominierung für die Beste Schauspielleistung (Florence Pugh)
- Nominierung als Bester Schurke (Harry Styles)[46]

People’s Choice Awards 2022
- Auszeichnung als Bestes Filmdrama
- Nominierung als Beste Schauspielerin – Drama (Florence Pugh)
- Nominierung als Bester Schauspieler – Drama (Harry Styles)[47]

San Sebastián International Film Festival 2022
- Nominierung für den Publikumspreis / City of Donostia Audience Award (Olivia Wilde)

Saturn-Award-Verleihung 2024
- Nominierung als Bester Thriller